# Lâu đài Niedzica

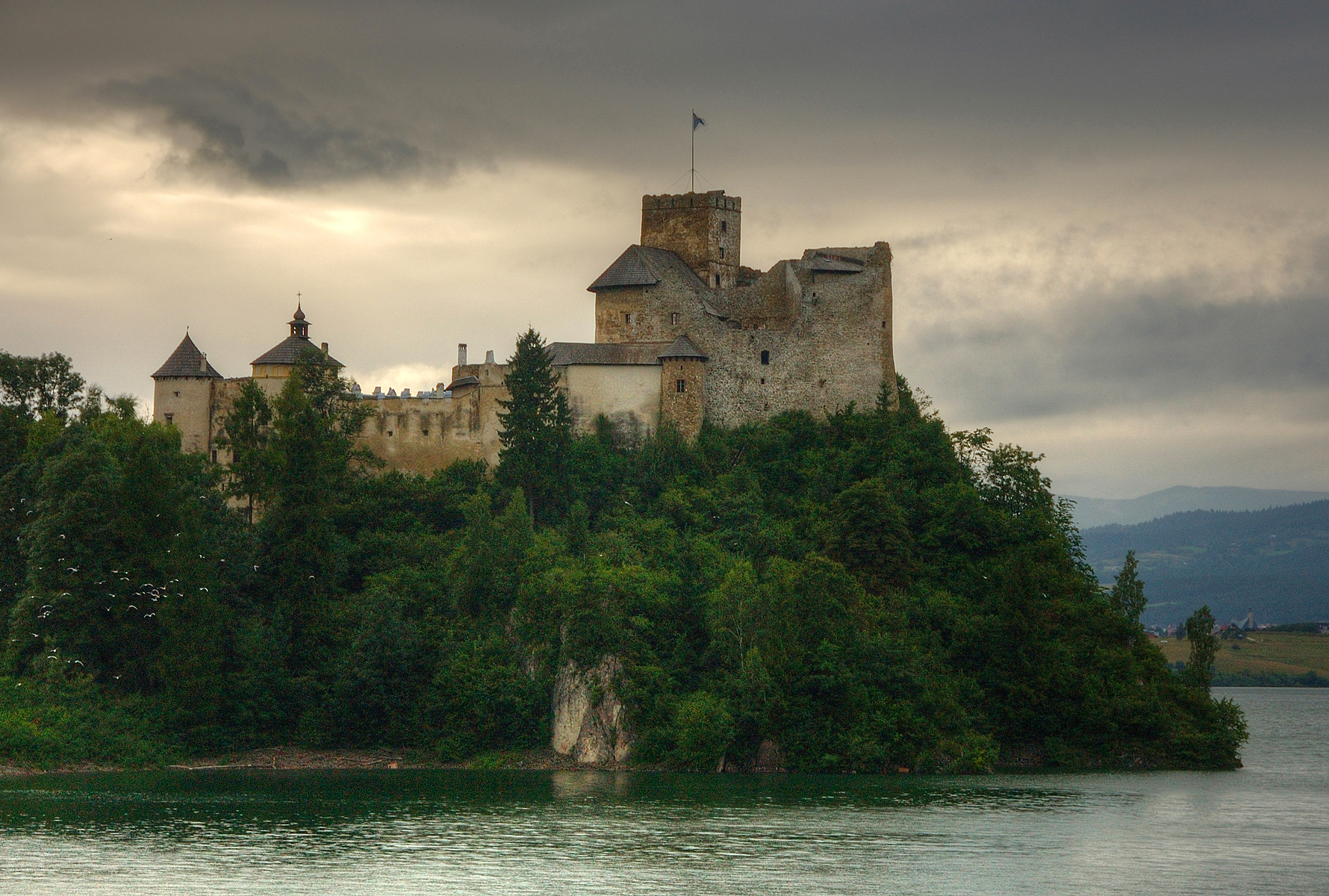
Lâu đài Niedzica ở hồ Czorsztyn

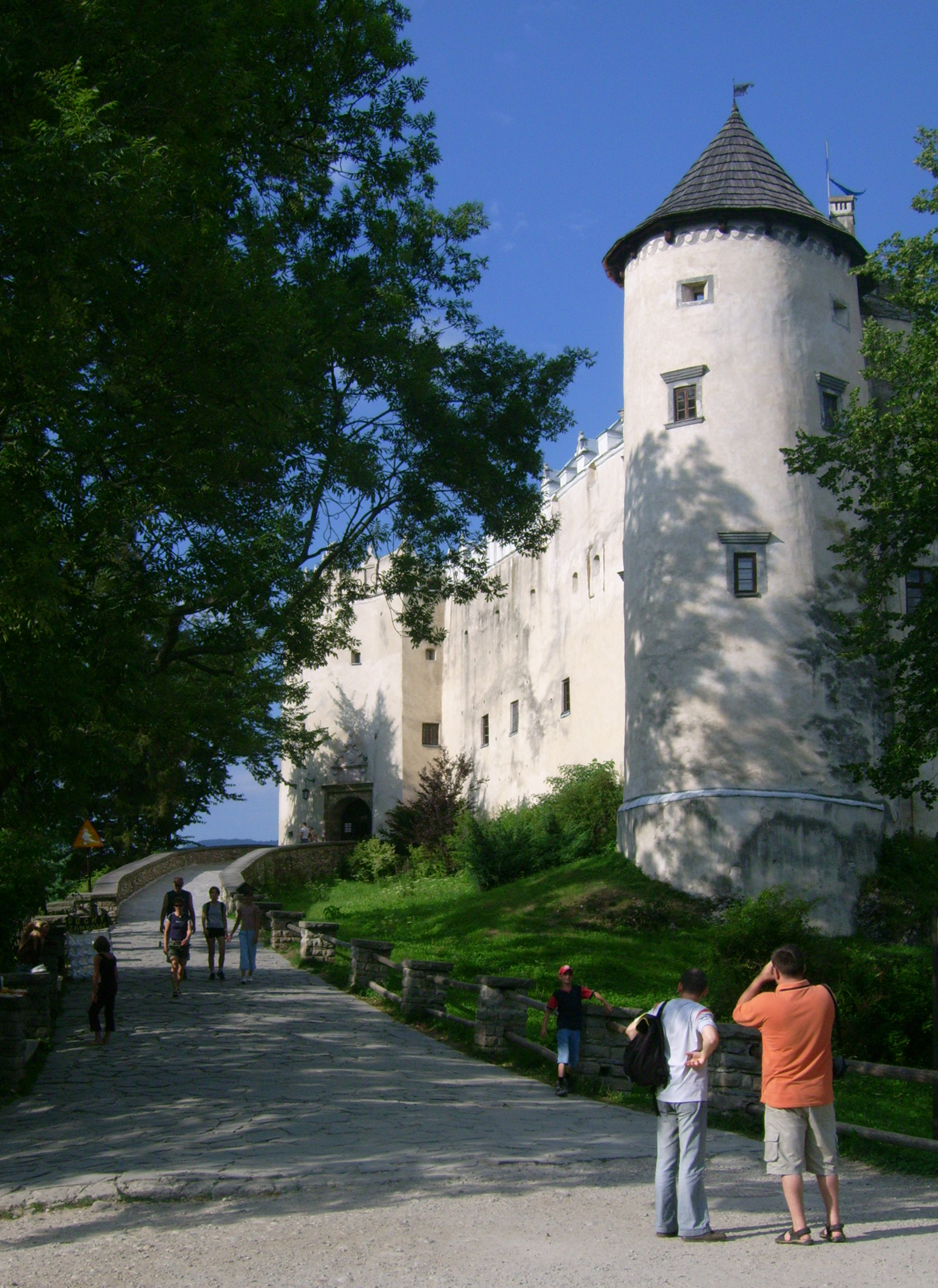
Lối vào lâu đài

Lâu đài Niedzica hay còn gọi là Lâu đài Dunajec (tiếng Ba Lan: Zamek w Niedzicy, tiếng Latinh: Castrum de Dunajecz, tiếng Hungary: Nedec Váralja / Nedec-Vár, tiếng Đức: Sub-Arx Unterschloss, tiếng Slovak: Nedecký hrad), tọa lạc tại vùng cực nam của Ba Lan ở Niedzica (Hạt Nowy Targ thuộc Tiểu Ba Lan). Nó được Kokos xứ Brezovica xây dựng từ năm 1320 đến 1326 trên khu vực vốn là một thành lũy cổ được bao quanh bởi tường đất ở dãy núi Pieniny. Lâu đài Niedzica nằm ở độ cao 566 m, trên một ngọn đồi 300 mét (980 ft) về phía thượng nguồn từ cửa sông Dunajec, tính từ giữa đập trên hồ Czorsztyn. Toàn cảnh lâu đài Niedzica có thể thấy rõ nhất từ khu vực tàn tích của lâu đài Czorsztyn phía bờ bên kia của hồ. Nó là một trong những lâu đài đẹp nhất của Ba Lan và được dùng làm bìa của nhiều cuốn sách.

## Lịch sử
Lâu đài là một trung tâm quan trọng của quan hệ Ba Lan - Hungary từ thế kỷ 14. Đây là nơi mà vua Sigismund của Hungary phải trả lại cho vua Ba Lan khoản tiền vay theo một thỏa thuận được ký năm 1412. Một khi khoản vay được hoàn trả, vua Ba Lan sẽ trả lại 16 thị trấn Spiš đã được giao cho mình như một tài sản thế chấp. Trong nhiều thế kỷ, tòa lâu đài là tiền đồn với Hungary. Vào thời điểm Thổ Nhĩ Kỳ xâm lược năm trăm năm trước, một thỏa thuận đã được lập tại Niedzica để tòa lâu đài thuộc quyền bảo hộ của Ba Lan.
Lâu đài được xây dựng bởi một người Hungary, được biết đến với tên gọi Kokos từ Brezovica với các quyền của gia đình có từ năm 1325. Vào năm 1470, lâu đài trở thành tài sản của gia đình quý tộc Zápolya. Tuy nhiên, vào năm 1528, toàn bộ địa hạt, gồm cả tòa lâu đài được John Zápolya cho đi với mong muốn đạt được ngôi vua Hungary, và lâu đài trở thành tài sản của Viliam Drugeth - người được nhận tòa lâu đài như một phần thưởng cho sự ủng hộ của mình. Sáu mươi năm sau, lâu đài trở thành tài sản của Hieronim Łaski và con trai là Olbracht. Vào cuối thế kỷ 16, tòa lâu đài được Ján Horváth mua lại từ Plaveč, Stará Ľubovňa District. Pháo đài được các chủ sở hữu kế tiếp của mình thực hiện cải tạo nhiều lần ở thế kỷ mười lăm, mười sáu, mười tám và đầu thế kỷ mười chín. Những cư dân Hungary cuối cùng còn ở đây cho đến năm 1943 khi có sự xuất hiện của mặt trận trong Chiến tranh thế giới thứ hai xúi giục gia đình Salamon từ bỏ tòa lâu đài. Nữ bá tước cuối cùng đã cùng con cái bà rời bỏ tòa lâu đài hai năm trước khi Hồng quân hành quân vào. Lần xây dựng cuối cùng cho tòa lâu đài được hoàn thành vào năm 1963 dưới sự giám sát của Bộ Văn hóa Ba Lan. Lâu đài được phục vụ làm bảo tàng lịch sử kể từ đó.

## Các quan tâm bảo tồn gần đây
Một hồ chứa nước nhân tạo mới, Hồ Czorsztyn, đã được hình thành năm 1994 bằng cách đắp đập Sông Dunajec phía hạ lưu tòa lâu đài. Lâu đài hiện nay nằm ở khoảng 30 mét (98 ft) phía trên mặt nước hồ. Ngọn đồi của tòa lâu đài gồm đá vôi nằm trên đá phiến sét và đá vôi bùn được tìm thấy nhiều bên dưới lòng Sông Dunajec hiện nay. Các nghiên cứu và phân tích cho thấy rằng địa tầng đá hình thành bờ đá vôi là loại đá bền phong hóa, và tạo ra nền móng an toàn cho tòa lâu đài mặc dù phong hóa bề mặt nhìn thấy được. Để đảm bảo sự ổn định cho ngọn đồi, một số công tác gia cố đã được thực hiện ở phần dốc giữa mực nước thấp và mực nước cao. Công tác bao gồm gia cố bê tông cho đá, thay thế lớp nền (đá phiến sét và đá vôi bùn bị phong hóa) và các yếu tố bảo vệ bề mặt trên ngọn đồi. Lâu đài và ngọn đồi được theo dõi liên tục.

## Bảo tàng

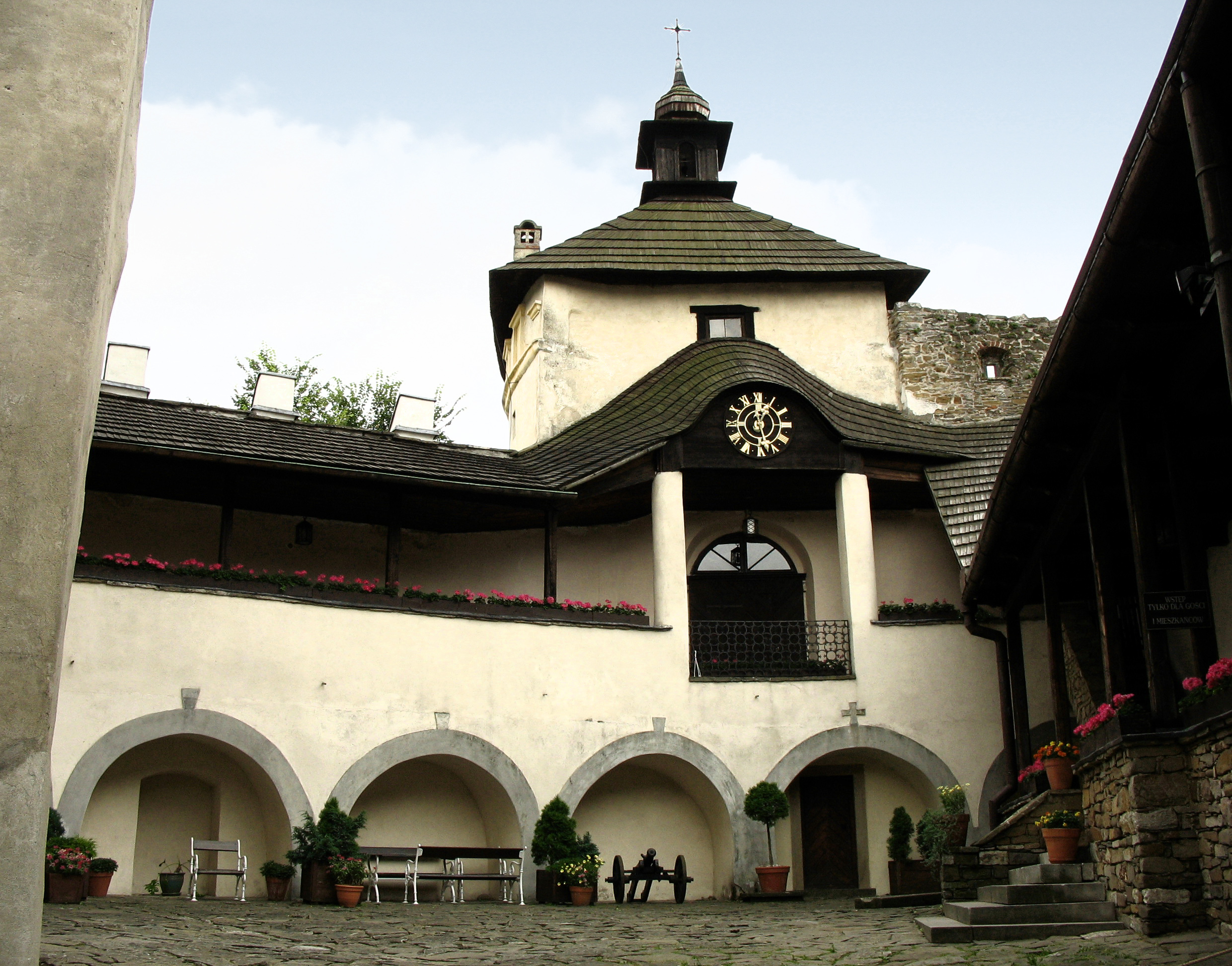
Sân trong của Lâu đài Niedzica

Mặc dù phần lớn chỉ còn lại tàn tích của những gì đã từng là tòa lâu đài kiến trúc Gothic ở Niedzica, các nhà ngục và một số phòng của tòa lâu đài vẫn còn tồn tại và một số bức tranh, bao gồm bức Crucifixion (bức vẽ Chúa Giê-xu bị đóng đinh trên thánh giá) từng trang trí cho nhà nguyện và các đồ đạc không hoàn toàn giống như những năm 1930. Thiết kế kiến trúc bao gồm một khu phức hợp dày đặc các tòa nhà với một sân trong bao quanh bởi các chái nhà có hành lang cuốn, các tháp canh và tường kiên cố.
Bảo tàng ở Niedzica hiện giữ những đồ tạo tác khảo cổ có liên quan đến lâu đài, tàn tích của công trình xây dựng từng trang điểm cho phần nội thất, các bản in và các chế bản với quang cảnh của tòa lâu đài từ ở các giai đoạn khác nhau, và các tài liệu lịch sử. Các bộ sưu tập của bảo tàng bao gồm các triển lãm dân tộc học từ vùng Spiš, một bộ sưu tập đồng hồ cổ, súng ngắn ở thế kỷ 18 và 19, súng săn, và các thú săn nhồi bông. Năm 1996, một bộ sưu tập mới đã được bổ sung vào. Do pháo đài có nguồn gốc Hungary nên đại sứ Hungary tại Ba Lan (nhiệm kỳ 1990-1995), Ákos Engelmayer đã trao tặng bộ sưu tập của mình với các hiện vật có liên quan đến lịch sử Hungary - Ba Lan như các bản đồ Hungary từ thế kỷ 16 đến thế kỷ 20, các chế bản mô tả những vị vua và tòa lâu đài của Hungary cũng như các thành phố và các trận chiến, với mong muốn đóng góp đưa bộ sưu tập của bảo tàng trở thành nguồn tài liệu về Hungary lớn nhất ở nước ngoài. Lâu đài là một điểm đến tham quan tuyệt vời. Tầm nhìn tuyệt đẹp, đặc biệt là về phía nam, phía sau dãy núi Pieniny.

## Truyền thuyết
Trước khi hồ chứa Czorsztyn được đào, lâu đài trông rất là "Dracula", nằm trên một vách cao bên sông Dunajec. Có rất nhiều truyền thuyết và huyền thoại về những chủ nhân của lâu đài này tương tự như những nhân vật trong các tiểu thuyết gothic. Thời hậu Thế chiến II, các tờ báo Ba Lan viết rất nhiều về Sebastián Berzeviczy (một trong những chủ nhân của Niedzica), người đã từng đến Tân Thế giới vào thế kỷ 18. Theo một huyền thoại nổi tiếng, ông đã yêu công chúa của Inca. Con gái của họ là Umina lại kết hôn với người cháu trai của một thủ lĩnh nghĩa quân Inca là Túpac Amaru II, tên ông ngụ ý có dòng dõi các vua Inca. Túpac Amaru cuối cùng bị người Tây Ban Nha xử tử sau khi nổi loạn chống lại chính quyền cai trị thuộc địa. Truyền thuyết tiếp tục kể rằng những cuộn giấy thiêng của người Inca đã được truyền lại cho những thành viên trong gia đình còn sống của ông. Cháu trai của ông, Andrés Túpac Amaru tức là Andreas cùng với vợ là Umina và cha vợ Sebastián Berzeviczy đã đào tẩu sang Ý, tại đây Andrés bị giết một cách mờ ám. Do đó, Umina cùng với con trai và bố trốn sang Hungary và trú tại lâu đài. Có nguồn cho rằng Umina sau đó đã bị ám sát. Di chúc của cô cho người con trai Anton, được thảo năm 1797 và giữ ở đó, được nghi là có chứa thông tin vào báu vật bị mất của Đế quốc Inca. Có trường hợp đã tìm thấy những bản thảo ở dạng "quipu" (một cách mã hóa thông tin của người Inca bằng dây và nút thắt), nhưng sau đó bị thất lạc ở Kraków. Sau đó, tin về những cuộc hành trình tìm kiếm kho báu của người Inca ở hồ Titicaca ở Peru xuất hiện. Quan niệm cho rằng cho đến nay thì bản đồ kho báu của người Inca vẫn bị giấu đâu đó trong tòa lâu đài.

## Tiểu thuyết hình ảnh
Truyền thuyết về Niedzica là nguồn cảm hứng cho cuốn tiểu thuyết hình ảnh "Rainbow and the Sun" (tạm dịch: Cầu vồng và Mặt trời") của Roko Zaper, theo chân Andre Benesz khám phá di sản của mình và một quá khứ mà anh chưa từng được biết.